# Frederick Andermann
Frederick Andermann (né le 26 septembre 1930 Cernăuți (Royaume de Roumanie) et mort le 16 juin 2019 Montréal (Québec)) est un neuropédiatre canadien. 
Il est reconnu mondialement pour ses travaux sur l'épilepsie. Il apporte une contribution importante et durable aux soins des enfants atteints de troubles neurologiques au Canada, grâce à ses écrits et à son enseignement. 

## Biographie
Il est né en 1930 à Tchernivtsi, appartenant alors à la Roumanie, puis à l'Ukraine. Quand la région est annexée par l'Union soviétique en 1940, sa famille démenage en premier à Bucarest, puis en Suisse et la France (Paris), avant d'immigrer au Canada en 1950. Là, il étudie la médecine à l'Université de Montréal, puis la neurologie à l'Institut et hôpital neurologiques de Montréal. 
Il était professeur au Département de neurologie, neurochirurgie et pédiatrie de l'Université McGill à Montréal ainsi que le directeur de l'unité d'épilepsie et clinique de l'Institut et hôpital Neurologiques de Montréal pendant de nombreuses années.  Il était un membre fondateur, président et ancien président de La Ligue Canadienne contre l'épilepsie (LCCE), président de la Société Neurologique du Canada, de la Société canadienne pour le neurophysiologie clinique, de l'Association des neurologues pour enfants et de la Société EEG de canadienne est.  Dans la Ligue internationale contre l'épilepsie, il était président pour le détachement spécial sur le classification et le commission sur le classification et le terminologie entre 1993 et 1997 ; premier vice-président entre 2001 et 2005 ; et deuxième vice-président entre 2005 et 2009.
Ses contributions dans le domaine de la neurologie sont multiples. En 1972 et 1986, avec sa femme Eva Andermann (aussi une neurologue et spécialiste d'épilepsie), et d'autres, il a décrit le syndrome d'Andermann qui a été baptisé de leur nom en leur honneur. Il est l'auteur de neuf livres et de plus de 500 articles scientifiques. Sa fille estaussi médecin et lauréate du prix Rhodes. 

## Honneurs
Au cours de sa carrière, il a reçu de nombreux prix et récompenses pour ses travaux et recherches. 
| Année | Honneur                                | Délivré par                                                                                  |
| ----- | -------------------------------------- | -------------------------------------------------------------------------------------------- |
| 2015  | Prix de la reussite de vie             | La Ligue internationale contre l'épilepsie (ILAE) and International Bureau for Epilepsy(IBE) |
| 2013  | Officier de l'Ordre national du Québec | Ordre national du Québec                                                                     |
| 2006  | Ordre du Canada                        | Canada                                                                                       |
| 2004  | Prix Alan Ross                         | La Société canadienne de pédiatrie                                                           |
| 2003  | Prix Wilder-Penfield                   | Prix du Québec                                                                               |
| 2000  | Prix William G. Lennox                 | American Epilepsy Society                                                                    |
| 1999  | Prix Penfield                          | League Against Epilepsy                                                                      |
| 1995  | Prix de Chercheur clinique distingué   | La Societé americaine de l'épilepsie et le fondation Milken                                  |
| 1989  | Ambassadeur pour l'épilepsie           | ILAE and IBE                                                                                 |

## Ouvrages

### En anglais
- Andermann F, Lugaresi E, eds. Migraine and Epilepsy. Boston – Londres – Durban, et al, Butterworth 1987
- Andermann F, Rasmussen T, eds. Chronic Encephalitis and Epilepsy. Rasmussen’s Syndrome. Boston – Londres – Oxford, Butterworth-Heinemann 1991
- Andermann F, Beaumanoir A, Mira L, et al, eds. Occipital Seizures and Epilepsies in Children. Colloquium of the Pierfranco e Luisa Mariano Foundation. Mariana Foundation Pediatric Neurology Series: 1. Londres – Paris – Rome, J. Libbey 1993
- Shorvon SD, Fish DR, Andermann F, Bydder GM, Stefan H, eds. Magnetic Resonance Scanning and Epilepsy. Proceedings of a NATO Advanced Research Workshop on Advanced Magnetic Resonance and Epilepsy, held October 1-3, 1992, in Chalfont St. Peter, Buckinghamshire, United Kingdom (NATO ASI Series; Series A: Life Sciences, Vol 264). New York – London, Plenum Press (New York, Springer Science + Business Media) 1994
- Andermann F, Aicardi J, Vigevano F, eds. Alternating Hemiplegia of Childhood (International Review of Child Neurology Series). New York, Raven Press 1994
- Guerrini R, Andermann F, Canapicchi R, et al, eds. "Dysplasias of Cerebral Cortex and Epilepsy". Philadelphia – New York, Lippincott – Raven 1996
- Beaumanoir A, Andermann F, Avanzini G, Mira L, eds. Falls in Epileptic and Non-epileptic Seizures During Childhood (Mariani Foundation Paediatric Neurology: 6). London – Paris – Rome – Sydney, J. Libbey 1997
- Gobbi G, Andermann F, Naccarato S, Banchini G, eds. Epilepsy and other Neurological Disorders in Coeliac Disease. London – Paris – Rome – Sydney, J. Libbey 1997
- Zifkin BG, Andermann F, Beaumanoir A, Rowan AJ, eds. Reflex Epilepsies and Reflex Seizures (Advances in Neurology, Vol 75). Philadelphia – New York Lippincott – Raven 1998
- Stefan H, Andermann F, Chauvel P, Shorvon SD, eds. "Plasticity in Epilepsy: Dynamic Aspects of Brain Function" (Advances in Neurology, Vol 81). Philadelphia – Baltimore – New York, et al, Lippincott Williams & Wilkins 1999
- Spreafico R, Avanzini G, Andermann F, eds. Abnormal Cortical Development and Epilepsy. From Basic to Clinical Science (Mariani Foundation Paediatric Neurology: 7). London, J. Libbey 1999
- Guerrini R, Aicardi J, Andermann F, Hallett M, eds. Epilepsy and Movement Disorders. Cambridge – New York – Port Melbourne, et al, Cambridge University Press 2002
- Beaumanoir A, Andermann F, Chauvel P, et al, eds. Frontal Lobe Seizures and Epilepsies in Children (Mariani Foundation Paediatric Neurology: 11). Montrouge, J. Libbey Eurotext 2003
- Hirsch E, Andermann F, Chauvel P, et al, eds. Generalized Seizures: From Clinical Phenomenology to underlying Systems and Networks (Progress in Epileptic Disorders, Vol 2). Montrouge – Esher, J. Libbey Eurotext 2006
- Shorvon SD, Andermann F, Guerrini R, eds. "The Causes of Epilepsy. Common and Uncommon Causes in Adults and Children". Cambridge – New York – Melbourne, et al, Cambridge University Press 2011